# Filippowka
Filippowka (ros. Филипповка, baszk. Филипповка) – wieś (ros. село, trb. sieło) w Baszkirii w rejonie dawlekanowskim. 1 stycznia 2009 roku wieś zamieszkiwało 61 osób, z których 80% stanowili Mordwini.